# Kariapatti
Kariapatti (o Kariyapatti, Kariyapattinam) è una suddivisione dell'India, classificata come town panchayat, di 13.974 abitanti, situata nel distretto di Virudhunagar, nello stato federato del Tamil Nadu. In base al numero di abitanti la città rientra nella classe IV (da 10.000 a 19.999 persone).

## Geografia fisica
La città è situata a 9° 41' 60 N e 78° 5' 60 E e ha un'altitudine di 84 m s.l.m..

## Società

### Evoluzione demografica
Al censimento del 2001 la popolazione di Kariapatti assommava a 13.974 persone, delle quali 6.956 maschi e 7.018 femmine. I bambini di età inferiore o uguale ai sei anni assommavano a 1.823, dei quali 929 maschi e 894 femmine. Infine, coloro che erano in grado di saper almeno leggere e scrivere erano 9.659, dei quali 5.272 maschi e 4.387 femmine.